# Chelonoidis chilensis
Chelonoidis chilensis là một loài rùa trong họ Testudinidae. Loài này được Gray mô tả khoa học đầu tiên năm 1870.

## Hình ảnh

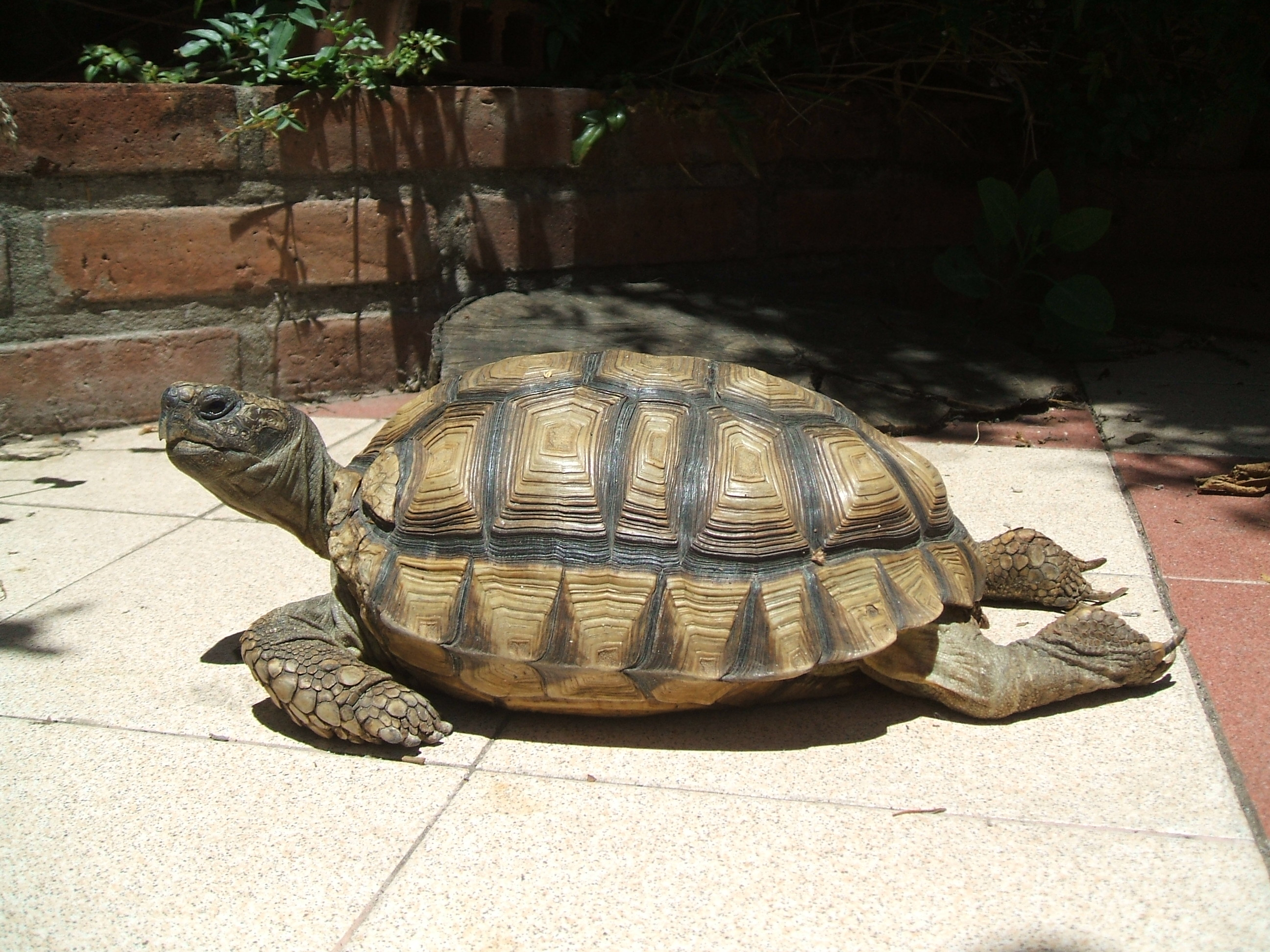
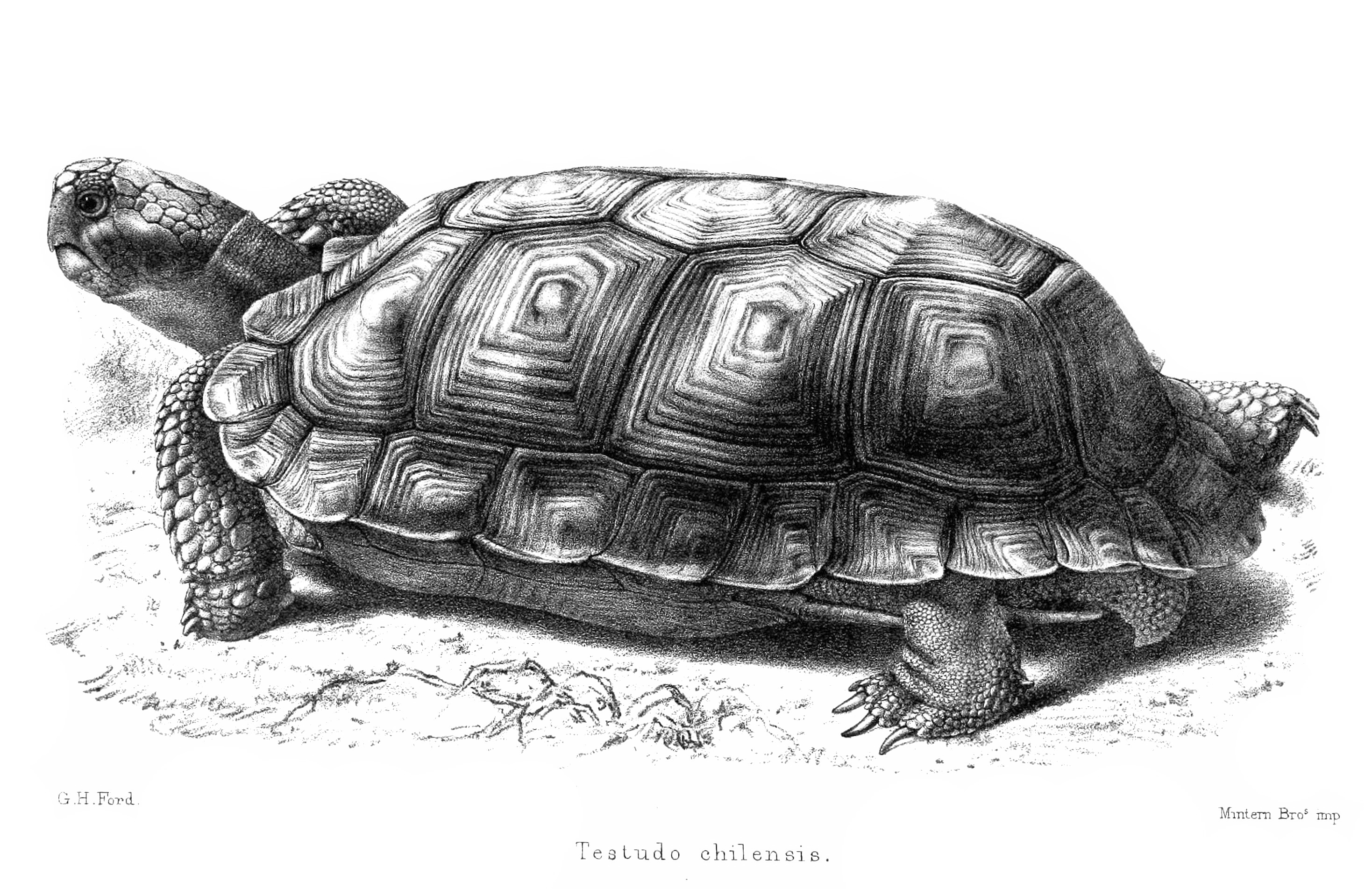